# 航班取消與航班延誤

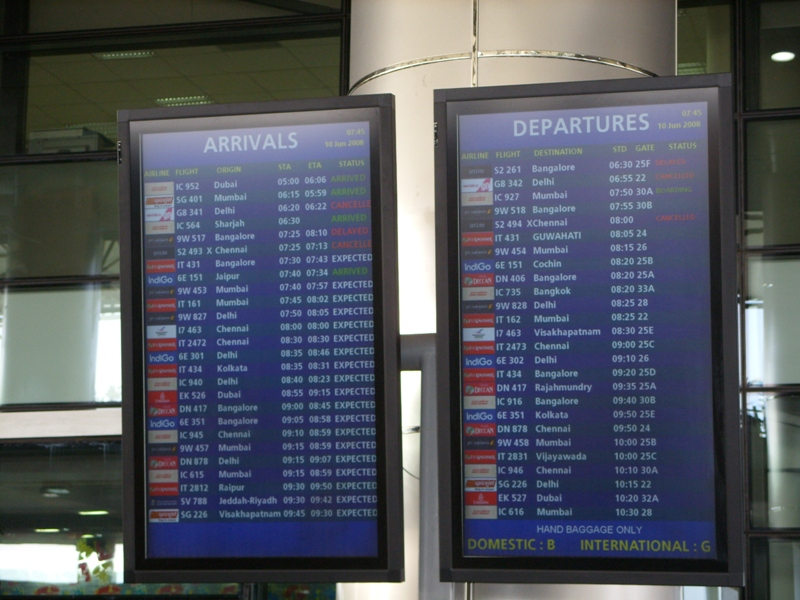
圖中的航班時刻表中有一個航班已延誤

航班延误是指航空公司航班的起飞時間或降落时间晚于预定时间。美国联邦航空管理局規定，如果航班時間比预定时间晚了15分钟时，即可判斷为航班延误。航班取消是指航空公司因某种原因不执飛该航班。
歐盟規定，如果航班延误超过3小时、航空公司取消航班以及拒绝乘客登机，乘客有权从航空公司获得250欧元至600欧元不等的赔偿。
在美国，当航班被取消或延误时，乘客可能會获得某些补偿。

## 航班调时

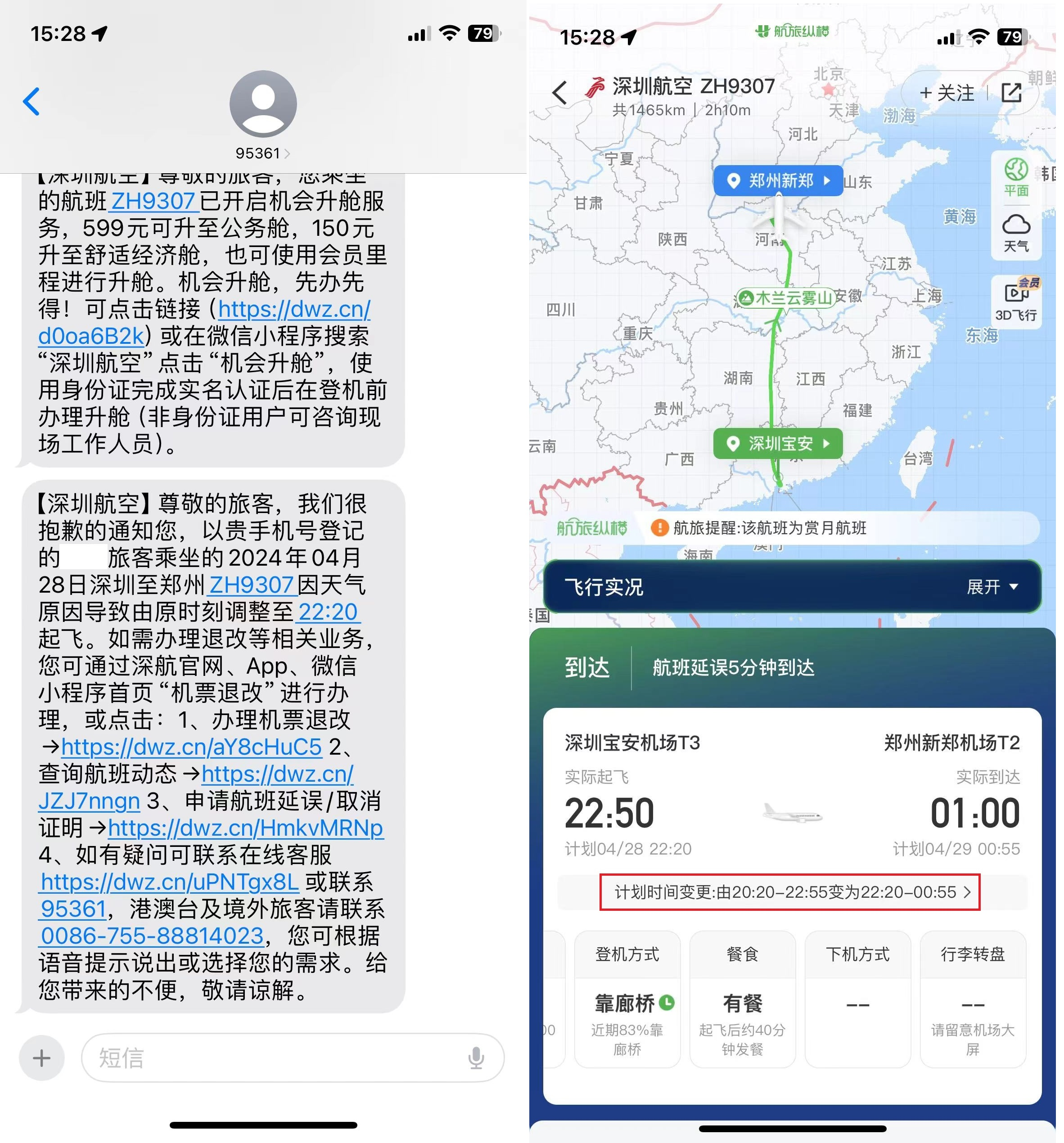
左图为调时的短信通知，右图红框内为航班原定起降时间与调时后起降时间，注意延误时间是按调时后降落时间计算

航班调时或称计划时间变更，是指航空公司提前调整了航班的计划起降时间，后续的值机时间、登机时间等也将随之产生变化，實際上的意義等同於航班取消與航班延误。
航班调时的目的主要有两点，一是提升旅客出行体验：对预期延误的航班，提前调整其计划时刻后会第一时间通知旅客，避免旅客因航班延误在机场长时间等待。二是提高航班正点率。将预期延误的航班计划时刻调整之后，从航班正常统计的角度将原本延误的航班调整为正常航班。2020年初新冠疫情发生后，中国民用航空局发布规定，提前6小时以上调时的航班，航空公司按照新时刻正点起飞，则不作延误统计。
在中国大陆，当航班调时后，可申请该航空公司的非自愿退票及改签（即不收取退票及改签手续费）。但自2020年至今，调时航班的数量逐年增加，已对乘机出行的旅客时间安排产生较大负面影响，也造成航空公司在与高速铁路的竞争中处于不利地位（高铁受天气影响小，正点率高、取消率极低，且无“调时”制度）。